# Рашкино
Ра́шкино — село, входящее в состав Масловского сельского поселения Торжокского района Тверской области.

## География
Расположено в 20 километрах от районного центра Торжок на автомобильной трассе Торжок - Осташков.

## Население
| 1859 | 1996 | 2002 | 2008 | 2010 |
| ---- | ---- | ---- | ---- | ---- |
| 40   | ↘21  | ↘17  | ↗23  | ↗28  |

## Инфраструктура
В селе Рашкино действует больница.

## Русская православная церковь
Село знаменито тем, что в этом селе находится действующая церковь - храм во имя Казанской иконы Божьей Матери с зимним приделом Николая Чудотворца. Церковь, 1811 года постройки, действовала вплоть до 1946 года, потом была закрыта и в здании храма было размещено зернохранилище. В 1996 г. храм был передан Русской Православной Церкви, Московской Патриархии (Тверская епархия).
В церкви сохранились фрески XIX века.
Здание церкви является памятником архитектуры XIX века.
Сейчас церковь восстановлена усилиями отца Александра, и проводятся службы.